# Burg Pyšolec
Die Ruine der Burg Pyšolec (deutsch Pysselecz, auch Pisschelitz) befindet sich einen Kilometer nördlich von Kobylnice im Okres Žďár nad Sázavou, Tschechien. Sie ist ein Aussichtspunkt über das tief eingeschnittene Svratkatal mit den Talsperren Vír I und Vír II.

## Geographie
Die Höhenburg liegt im Hügelland der Nedvědická vrchovina im südlichen Teil der Böhmisch-Mährische Höhe auf einer bewaldeten Kuppe rechtsseitig über einer Flussschleife der Svratka. Am Fuße der Burgruine befindet sich die kleine Talsperre Vír II. Nordwestlich liegt das Dorf Vír, nördlich Věstín und Věstínek, im Nordosten Malé Tresné, östlich Bolešín, südöstlich Koroužné, im Süden Kobylnice und südwestlich Pivonice. In unmittelbarer Nachbarschaft befinden sich die Burgruinen Aueršperk und Zubštejn.

## Geschichte
Die Burg wurde wahrscheinlich im 13. Jahrhundert angelegt. Es wird angenommen, dass sich der Name der Burg von der Bezeichnung der Kuppe oder Flussschleife herleitet. Erstmals schriftlich erwähnt wurde Pysselecz 1350 als Philipp/Filip d. J. von Pernstein die Ruine mit den zugehörigen Dörfern an Ješek von Kaunitz mit dem Vorhalt des Heimfalls im Todesfall verkaufte. Dieser trat kurz darauf ein und Philipp/Filip tauschte 1359 die Herrschaft Pysselecz mit Markgraf Johann Heinrich gegen Dunajov. Zusammen mit Ješek von Boskowitz ließ Johann Heinrich die wüste Burg wiederherstellen. Herzog Albrecht verkaufte 1437 seinen Anteil an der Herrschaft Pysselecz an Jan von Lomnitz auf Zubstein. 1446 erwarb Johann von Pernstein die Pysseleczer Güter. In der zweiten Hälfte des 15. Jahrhunderts fiel die Burg während des böhmisch-ungarischen Krieges wüst.

## Beschreibung
Die Burg war an drei Seiten geschützt durch die Svratka und befand sich zudem auf einer steilen Kuppe, die nach Norden über Felsen zum Fluss herabfiel. Der einzige, von Südwesten zur Burg führende Weg war durch drei, bis zu 20 Meter tiefe und 40 Meter breite Grabenanlagen mit Fallbrücken gesichert. Um die Burg herum führte ein weiterer Wallgraben.
Erhalten ist der Stumpf des Bergfriedes mit einem Durchmesser von elf Metern und einem mittigen 1,20 Meter  breiten Schacht. Ebenso sind Reste des ersten Grabens sichtbar.